# Hernán Grana
Hernán Gustavo Grana (Quilmes, 12 april 1985) is een Argentijns voetballer die bij voorkeur als rechtsback speelt. Hij verruilde in 2015 CA All Boys voor Columbus Crew.

## Clubcarrière
Grana begon zijn carrière bij Platense uit de Primera B Metropolitana. In 2006 werd hij met Platense kampioen van de Primera B Metropolitana. In 2007 tekende hij bij CA Los Andes, waar hij al snel weer vertrok om bij CA All Boys te gaan spelen. In het seizoen 2007-2008 won hij met CA All Boys zijn tweede kampioenschap in de Primera B Metropolitana. Vervolgens kreeg hij bij CA Lanús de mogelijkheid om in de Argentijnse Primera Division te spelen. Bij Lanús speelde hij in vierenvijftig competitiewedstrijden. Daarnaast werd hij in zijn tijd bij de club verhuurd aan Quilmes, CA Belgrano en CA All Boys. Laatstgenoemde nam hem in 2013 weer definitief over van CA Lanús. Vervolgens werd hij verhuurd aan Boca Juniors, waar hij twintig competitiewedstrijden speelde, waarvan negentien in de basis.
Op 23 januari 2015 tekende hij bij het Amerikaanse Columbus Crew.